# Граничка, Андрей Юрьевич
Андре́й Ю́рьевич Грани́чка (род. 18 января 1997, Севастополь) — российский пловец-паралимпиец. Многократный чемпион и призёр чемпионатов мира. Мастер спорта России международного класса по плаванию среди спортсменов с поражением опорно-двигательного аппарата.

## Биография
Занимается плаванием с 12 лет в Центре адаптивного спорта «Инваспорт» под руководством заслуженного тренера России, заслуженного работника физической культуры, спорта и туризма города Севастополя Ирины Мащенко.
Чемпион и серебряный призер XVI Паралимпийских летних игр в Токио. В ходе Паралимпиады в Токио 26 августа Андрей Граничка взял «серебро» в комплексном плавании на 200 метров, а 28 августа спортсмен завоевал золотую медаль XVI Паралимпийских летних игр в плавании брассом на дистанции 100 метров и установил новый мировой рекорд — 1:25.13. Тренер чемпиона И. Мащенко отметила, что к рекорду Андрей шел долгое время.
Спортсмена поздравил президент России В. В. Путин.

## Награды
- Почётная грамота Президента Российской Федерации (19 сентября 2016) — за большой вклад в развитие физической культуры и спорта, высокие спортивные достижения[4]
- Знак отличия «За заслуги перед Севастополем» (16 сентября 2021) — за высокие спортивные достижения и победу на XVI Паралимпийских летних играх 2020 года в городе Токио (Япония)
- Мастер спорта России международного класса (2020)[5]